# Gołębiowe
Gołębiowe (Columbiformes) – rząd ptaków z podgromady ptaków nowoczesnych Neornithes. Obejmuje około 350 gatunków zamieszkujących różnorodne biotopy, występujących na całym świecie poza Arktyką i Antarktyką. Ptaki te charakteryzują się następującymi cechami:
- krępe ciało
- dobrzy lotnicy (poza drontami)
- piją zanurzając dziób i zasysając wodę.
- brak gruczołu kuprowego, pielęgnują pióra specjalnym pudrem, wytwarzanym przez pióra pudrowe[5].

## Wygląd i głos
Charakterystyczny mały dziób i woskówka. Skrzydła i ogon zaokrąglone. Ich upierzenie jest gęste. Dominuje barwa szara, brązowa, różowa, poza tym u niektórych gatunków występują różne plamy, metaliczne obszary lub obroże na szyi. Młode nie mają tych detali, a do dorosłych upodabniają się w wieku 3–6 miesięcy. Dymorfizm płciowy słabo zaznaczony, bądź znikomy. Obie płcie zbliżone wielkością i upierzeniem, z wyjątkiem nielicznych gatunków. Masa ciała w zakresie od 0,1 kg do 0,6 kg. Samce odzywają się donośnym głosem, zwykle gruchaniem, najczęściej rankiem oraz wieczorem.

## Biotop i tryb życia
Tereny polne, tereny ruderalne, siedziby człowieka, ogrody, parki, miasta, wsie, lasy, rezerwaty. Mogą tworzyć luźne kolonie, są aktywne w ciągu dnia. Lot tokowy bardzo charakterystyczny, samiec wzbija się w powietrze, klaszcząc skrzydłami. 

## Pokarm
Głównie zielone części roślin, nasiona, owoce, poza tym bezkręgowce – ślimaki, dżdżownice, pająki i owady. Młode karmione są tzw. ptasim mleczkiem. Wodę piją nachylając głowę do przodu i zasysając ją.

## Systematyka
Do rzędu należy jedna rodzina:
- Columbidae – gołębiowate

Dawniej (Wetmore, 1960) do gołębiowych zaliczano też rodzinę stepówek (Pteroclidae) – obecnie rodzina ta jest klasyfikowana w osobnym rzędzie stepówek (Pterocliformes). Wymarłe dront dodo (Raphus cucullatus) i dront samotny (Pezophaps solitaria) często umieszczane są w osobnej rodzinie drontów (Raphidae), jednak najnowsze badania oparte na analizie DNA umieszczają obydwa gatunki w rodzinie gołębiowatych.